# Peter Beets
Peter Beets (Groenlo, 1971. június 12. –) holland dzsesszzongorista.

## Pályakép
Jeff Hamilton és Curtis Fuller közreműködésével készített felvételeket pályája kezdetén 2001-ben jelent meg a trió lemeze. Ez volt a nemzetközi karrier kezdete.
Koncert partnerei: Chick Corea, Wynton Marsalis, Dee Dee Bridgewater, George Coleman, Johnny Griffin, Chris Potter, Kurt Rosenwinkel, John Clayton.

## Díjak
- Pall Mall Swing Award, 1988
- Princess Christina Award, 1989
- Prix Martial Solal, 1998
- Concours de Solistes de Jazz, 1999
- Edison Award,  „Blues for the Date”, 2010